# Abel Gardey

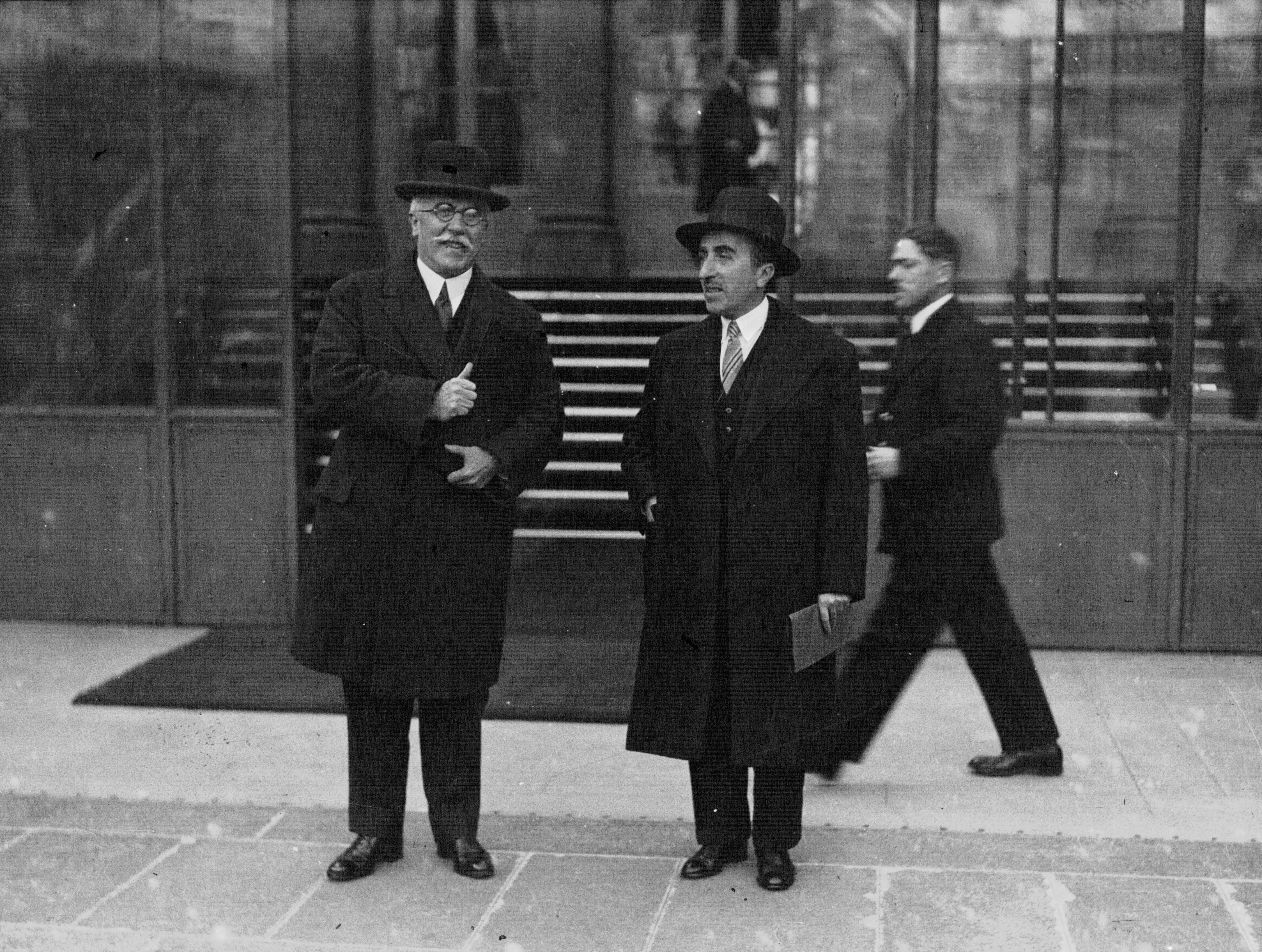
Justin Godart en Abel Gardey staand naast elkaar in 1932.

Abel Gardey (Margouët-Meymes, 21 november 1882 – Pouylebon, 23 september 1957) was een Frans politicus.

## Levensloop
Gardey behaalde een doctoraat in de rechten en werkte als advocaat bij het Cour d'appel in Parijs. Daarnaast was hij actief in de partij Républicains Radicaux et Radicaux-Socialistes. Hij was in 1910 algemeen raadsman in Aignan en tussen 1914 en 1919 politiek actief in het departement Gers. In 1919 werd hij de algemeen raadsman in Auch en voorzitter van de Algemene Raad van Gers. Tevens werd hij in datzelfde jaar burgemeester van Villecomtal-sur-Arros. Gardey bezat ook een eigen herenhuis in deze stad.
Gardey werkte tussen 1924 en 1940 als senator in het departement Gers. In de landelijke politiek was hij controleur voor de begroting van het ministerie van Landbouw en tevens rapporteur voor de Commissie Financiën in 1932. In 1932 werd hij minister van Landbouw, een jaar later minister van Justitie en in 1934 werd hij minister van Begroting. Van 1931 tot 1940 was hij algemeen rapporteur van de Commissie Financiën in de Senaat. Op 10 juli 1940 stemde Gardey voor een herziening van de constitutie en de daaraan verbonden extra bevoegdheden voor maarschalk Pétain. Deze hervorming leidde tot de vorming van Vichy-Frankrijk.
- Bibliothèque nationale de France: cb10854882x (data)
- International Standard Name Identifier: 0000 0000 0014 1875
- Base Léonore: 19800035/294/39560
- Système universitaire de documentation: 165334754
- Virtual International Authority File: 73845408